# مشروعية حرب العراق 2003

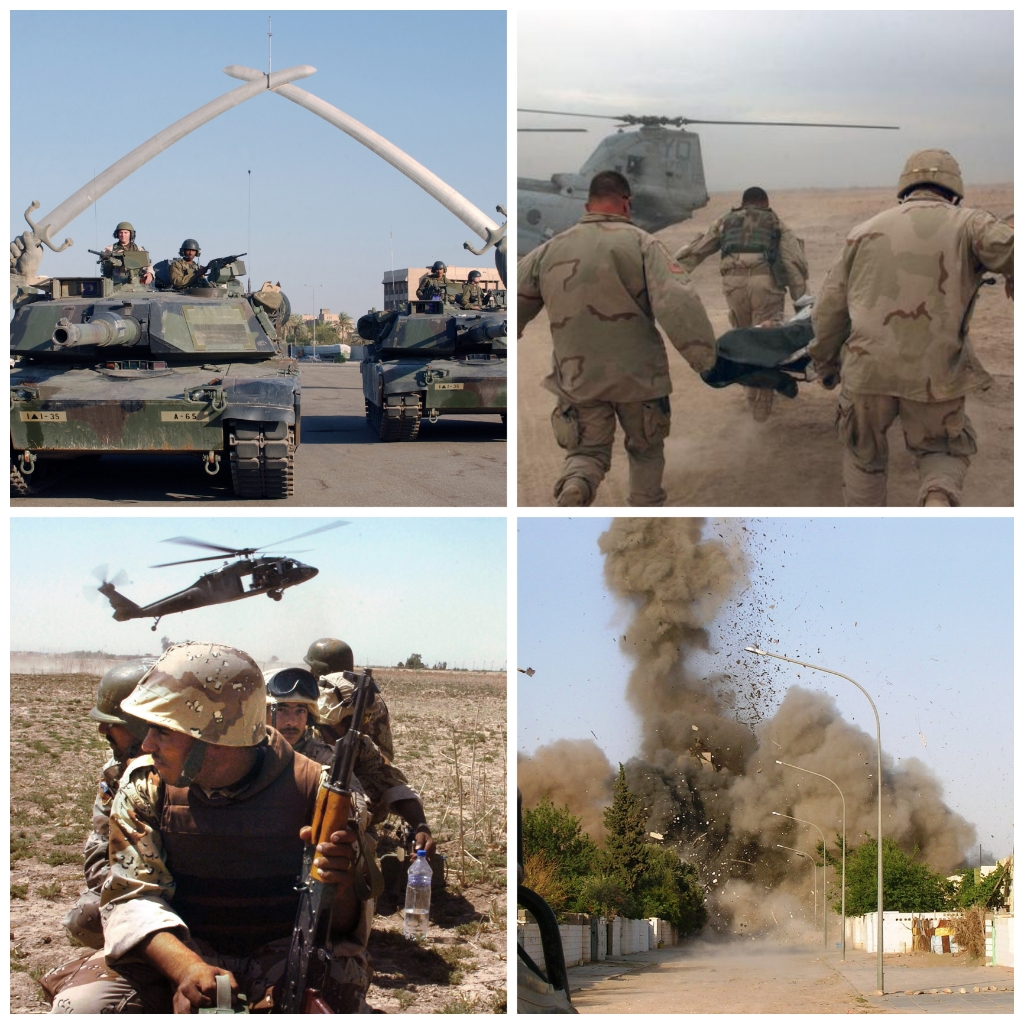
لقطات من الغزو الامريكي للعراق

مشروعية غزو واحتلال العراق وقد نوقش على نطاق واسع منذ الولايات المتحدة والمملكة المتحدة وأستراليا وبولونيا وتحالف من البلدان الأخرى التي شنت غزو العراق عام 2003. وكان الأمين العام للأمم المتحدة آنذاك، كوفي عنان، قد صرح في أيلول/سبتمبر 2004 قائلاً: «لقد أوضحت أنها لا تتوافق مع ميثاق الأمم المتحدة. من وجهة نظرنا ومن وجهة نظر ميثاق الأمم المتحدة، كانت [الحرب] غير قانونية». معلنها صراحة أن الحرب التي قادتها الولايات المتحدة على العراق كانت غير قانونية.
وزعم الزعماء السياسيون في الولايات المتحدة والمملكة المتحدة أن الحرب كانت قانونية؛ إلا أن الخبراء القانونيين، بمن فيهم جون تشيلكوت الذي عمل، رئيس لجنة التحقيق البريطانية في حرب العراق، قاد التحقيق مع جلسات الاستماع من 24 تشرين الثاني/نوفمبر 2009 إلى 2 شباط/فبراير 2011، خلصت إلى أن عملية تحديد الأساس القانوني لغزو العراق غير مرضية وأن إجراءات الولايات المتحدة والمملكة المتحدة قد قوضت سلطة الأمم المتحدة. كما رفضه قادة دوليون مثل الرئيس الروسي فلاديمير بوتين وجون بريسكوت، نائب رئيس الوزراء السابق توني بلير، حيث قال «أن بريطانيا خالفت القانون الدولي عندما شاركت في غزو العراق». في ورقة عام 2005، قال كرامر وراي ميشالوسكي إن الحرب «انتهكت ميثاق الأمم المتحدة والقانون الإنساني الدولي».
دافع مسؤولون أمريكيون وبريطانيون عن موقف بلادهم بأن قرارات مجلس الأمن الحالية المتعلقة بحرب الخليج عام 1991 ووقف إطلاق النار اللاحق (660، 678)، وعمليات التفتيش اللاحقة لبرامج الأسلحة العراقية (1441)، قد أذنت بالفعل بالغزو بحجة أن العراق قد اخترقها.  تحدى منتقدو الغزو كل هذه التأكيدات، مجادلين بأن قرار مجلس الأمن الإضافي، الذي فشلت الولايات المتحدة والمملكة المتحدة في الحصول عليه، كان ضروريًا على وجه التحديد للإذن بالاحتلال.
يملك مجلس الأمن التابع للأمم المتحدة، كما هو موضح في الفصل السابع المادة 39 من ميثاق الأمم المتحدة، القدرة على الحكم على قانونية الحرب، ولكن لم تطلب أي دولة عضو في الأمم المتحدة القيام بذلك. لدى الولايات المتحدة والمملكة المتحدة حق النقض الفيتو في مجلس الأمن، لذا فإن إجراء مجلس الأمن أمر غير محتمل إلى حد كبير حتى لو تم طرح المسألة. على الرغم من ذلك، قد تطلب الجمعية العامة للأمم المتحدة (UNGA) من محكمة العدل الدولية (ICJ) - «الجهاز القضائي الرئيسي للأمم المتحدة» الفصل الرابع عشر(المادة 92) - إعطاء إما «رأي استشاري» أو «حكم» على شرعية الحرب. في الواقع، طلبت الجمعية العامة للأمم المتحدة من محكمة العدل الدولية إعطاء «رأي استشاري» بشأن «النتائج القانونية الناشئة عن تشييد الجدار الذي تبنيه إسرائيل»، بموجب قرارها A/RES/ES-10/14 في 12 كانون الأول/ديسمبر 2003؛ على الرغم من معارضة الأعضاء الدائمين في مجلس الأمن. وحققت ذلك من خلال عقد «الدورة الاستثنائية الطارئة» العاشرة، في إطار قرار "الاتحاد من أجل السلام"رقم 377.

## حسب القانون الدولي

### محكمة العدل الدولية
محكمة العدل الدولية، التي تعرف أحيانا باسم «المحكمة العالمية» هي الجهاز القضائي الرئيسي للأمم المتحدة. يجوز للجمعية العامة أو مجلس الأمن أن يطلبوا من محكمة العدل الدولية تقديم رأي استشاري في أي مسألة قانونية. يجوز لأي جهاز أو وكالة تابعة للأمم المتحدة مخولة بذلك من قبل الجمعية العامة أن تطلب أيضًا من محكمة العدل الدولية إصدار رأي استشاري.

## المبررات القانونية الرئيسية
ميثاق الأمم المتحدة هو أساس القانون الدولي الحديث. وهو معاهدة صادقت عليها الولايات المتحدة وحلفاؤها الرئيسيون في الائتلاف في غزو العراق عام 2003، وهي بالتالي ملزمة قانونًا بشروطها.حيث تحظر المادة 2 (4) من ميثاق الأمم المتحدة بشكل عام استخدام القوة من قبل الدول إلا في حالة استيفاء الشروط المحددة بعناية، حيث تنص على ما يلي:
يمتنع جميع الأعضاء في علاقاتهم الدولية عن التهديد باستخدام القوة أو استخدامها ضد السلامة الإقليمية أو الاستقلال السياسي لأية دولة، أو بأي طريقة أخرى تتعارض مع مقاصد الأمم المتحدة.
قالت لويز دوسفالد بيك، الأمينة العامة للجنة الحقوقيين الدولية حول هذا الأمر ان هذه القاعدة «وُجدت في ميثاق الأمم المتحدة في عام 1945 لسبب له من الأهمية بمكان وهي: منع الدول من استخدام القوة كلما أحسوا بميل العدوان على غيرهم».
وبالتالي، في غياب هجوم مسلح ضد الولايات المتحدة أو أعضاء التحالف، كان أي استخدام قانوني للقوة، أو أي تهديد قانوني باستخدام القوة، مدعومًا بقرار مجلس الأمن التابع للأمم المتحدة الذي يجيز للدول الأعضاء استخدام القوة ضد العراق. ومع ذلك، صرحت الحكومة الأمريكية بأن هجومًا مسلحًا من قبل العراق وقع ضد الولايات المتحدة وشركائها في الائتلاف كما يتضح من محاولة اغتيال الرئيس الأمريكي السابق جورج بوش في عام 1993 وإطلاق النار على طائرات التحالف التي تفرض مناطق حظر الطيران فوق المنطقة الشمالية. جنوب العراق منذ اتفاقية وقف اطلاق النار في حرب الخليج عام 1991.
بموجب المادة 51 من ميثاق الأمم المتحدة، احتفظت الولايات المتحدة بالحق في الدفاع عن النفس، حتى بدون تفويض من الأمم المتحدة، كما حدث في قصف العراق في حزيران/يونيو 1993 رداً على محاولة صدام حسين اغتيال الرئيس السابق جورج بوش، رداً على استهداف صدام للطائرات الأمريكية التي تقوم بدوريات في مناطق حظر الطيران فوق شمال وجنوب العراق في عام 1996، وشن هجومًا كبيرًا على مدينة أربيل في كردستان العراق في انتهاك لقرار مجلس الأمن الدولي رقم 688 الذي يحظر قمع الأقليات العرقية في العراق.
كما صرحت الحكومتان الأمريكية والبريطانية، بالإضافة إلى آخرين، (كما هو مفصل في الفقرات الأربعة الأولى من القرار المشترك) بأن الغزو كان قانونيًا تمامًا لأنه قد تم تفويضه بالفعل من قبل قرارات مجلس الأمن الحالي واستئناف العراق الأعمال العدائية الموقوفة مؤقتًا سابقًا، وليست حربًا عدوانًا حيث كانت الولايات المتحدة والمملكة المتحدة تعملان كعناصر للدفاع عن الكويت رداً على غزو العراق في عام 1990. بعض الخبراء القانونيين الدوليين، وجدوا هذا الأساس القانوني غير مقبول، ويرون أن الغزو لم يكن مدعومًا بقرار الأمم المتحدة، وبالتالي كان غير قانوني من هؤلاء الخبراء لجنة الحقوقيين الدولية ومقرا جينيف، نقابة المحامين الوطنية التي تتخذ من الولايات المتحدة مقراً لها، مجموعة من 31 أستاذاً قانونياً كندياً، ولجنة المحامين حول السياسة النووية ومقرها نيويورك.